# Katarzynowo (województwo warmińsko-mazurskie)
Katarzynowo (niem. Katrinowen, 1938–1945 Katrinfelde) – osada w Polsce położona w województwie warmińsko-mazurskim, w powiecie ełckim, w gminie Prostki.
W latach 1975–1998 miejscowość administracyjnie należała do województwa suwalskiego.
Zobacz też: Katarzynowo, Katarzynów